# Língua neoaramaica assíria
O neoaramaico assírio, neossiríaco, aššuri, assuri, ashuri, aturi, assyriano, aisorski, assyrianci, assyriski, lishana aturaya, sooreth, suret, sureth ou suryaya swadaya é um dialeto da língua neoaramaica  falado por cerca de 220 000 pessoas (1994 conf. estimativa SIL, antigamente numa área próxima ao lago de Urmia no noroeste do Irão, norte do Iraque, nordeste da Síria e Siirt (sudoeste da Turquia), porém, hoje mais dispersa na diáspora assíria pelo mundo.

## História

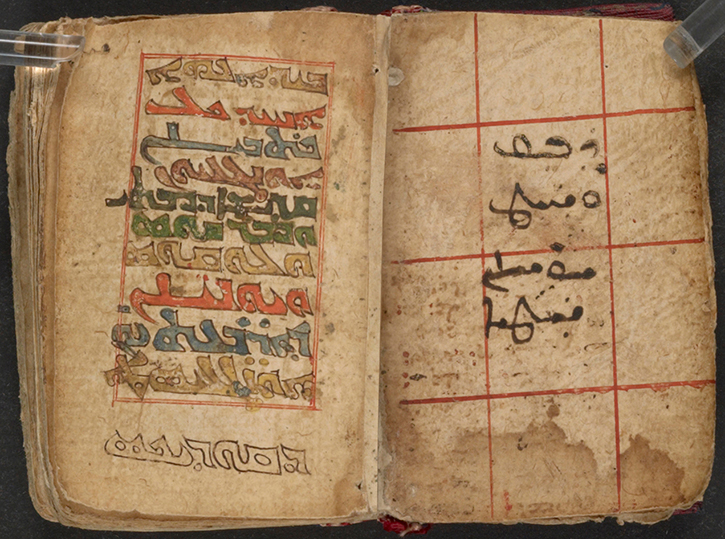
Evangeliário assírio do século XVIII, da região de Úrmia, no Irão

As línguas neoaramaicas evoluíram a partir do aramaico oriental por volta do século XIII. Todos dialetos siríaco-cristão do aramaico foram fortemente influenciados pela língua siríaca, um dialeto do aramaico do Oriente Médio, que se tornou a língua literária e litúrgica de muitas igrejas na Crescente Fértil. Portanto o cristão neoaramaico tem uma dupla herança: siríaco literário e aramaico coloqual oriental. Os dialetos cristãos são freqüentemente chamados de suret, sírio ou suryaya swādāya (coloquial sírio).
Linguistas russos estudaram assírio neoaramaico falado por falantes de imigrantes da Geórgia e Armênia no final do século XIX. Eles chamaram a linguagem Айсорский, Aysorskiy, a partir de Ասորի Asori. No entanto, na década de 1930, o nome oficial do idioma em russo se tornou Ассирийский, Assiriyskiy (assírio).

## Falantes
Ethnologue estimou que, em meados dos anos 90, cerca de 80  mil falantes do assírio viviam na chamada "Pátria Assíria", no Oriente Médio, área vizinha à região dos curdos. Porém, a maioria dos assírios vivia nas diásporas dos Estados Unidos e Europa. Boa parte desses falantes pertence à Igreja Assíria do Oriente e à Antiga Igreja Oriental. O neoaramaico assírio é considerado como bastante inteligível com a língua neoaramaica caldeia e menos inteligível com a língua turoyo (sudeste da Turquia).

## Escrita
O neoaramaico assírio é escrito numa versão da escrita Siríaca, Madenhaya, que também é usada para a língua siríaca clássica. Nos anos 1930, seguindo os estatutos das línguas minoritárias da União Soviética, uma alfabeto latino modificado para a língua foi desenvolvido e algo foi publicado. Porém, não chegou a substituir a escrita Siríaca.
A Escola de  Alqosh produziu no século XVII alguma poesia do neoaramaico caldeu no lugar do siríaco clássico. A imprensa dominicana de Mossul também produziu livros na nessa escrita e língua.

## Divisões
SIL Ethnologue distingue cinco grupos dialetais: Urmiano, Norte, Central, Ocidental e Sapna, cada um com subdialetos. O assírio standard literário se baseia no dialeto urmiano, conhecido como "Urmian Geral" (desde os anos 1830), havendo um segundo dialeto padrão derivado desse que surgiu no século XX, chamado "koine iraquiano".
O neoaramaico do nordeste é um continuum dialetal devido à grande inteligibilidade mútua entre os dialetos e ao alto nível de exposição com os não standards aos dialetos urmiano geral e koine iraquiano.

### Urmiano

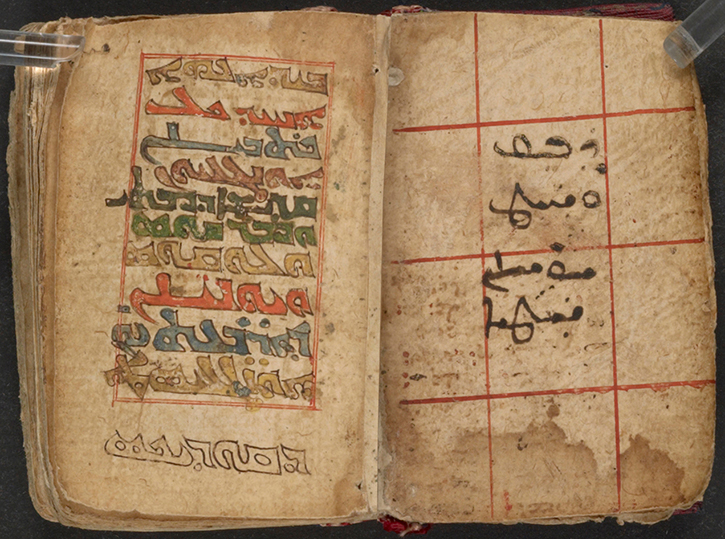
O Evangeliário assírio (Ewangeliyon) do século XVIII, da região de Úrmia, no Irão.

O dialeto de Úrmia se tornou aquele de maior prestígio da língua neoaramaica assíria depois de 1836, quando foi escolhido missionário americano Justin Perkins da Igreja Presbiteriana para criação da língua padrão literário assírio. Em 1852, a tradução de Perkins para a Bíblia em Urmiano Geral foi publicada pela “American Bible Society” com texto paralelo em Siríaco Clássico “Peshitta”.
Durante a Primeira Grande Guerra, muitos assírios que viviam na Turquia Otomana foram forçados a sair de suas casas e muitos de seus descendentes vivem hoje no Iraque. Essa separação forçada fez com que surgisse um novo dialeto, o Koine Iraquiano, o qual é uma mistura dos dialetos de Ashiret como o Urminano Geral. O Koine Iraquiano não constitui realmente um novo dialeto, mas uma mistura incompleta de dialetos. Elementos originais dos dialetos Ashiret podem ser observados no Koine, especialmente entre falantes mais idosos.
- Grupo Urmiano:
  - Urmia (Oeste do Lago Úrmia)
  - Sopurghan (Norte de Urmia)
  - Naghadeh Solduz (Sul do lago Úrmia)
- Grupo Norte:
  - Salmas (Noroeste do  lago Úrmia)
  - Vã (Leste do lago de Vã)
  - Jilu (Oeste de Gavar  / Sul de Qudshanis)
  - Gawar (entre Salmas e Van)
  - Qochanis (Sul do lago de Vã)
  - Alto Barwari
  - Dez
  - Baz, Turquia

### Ashiret
- Grupo Central:
  - Anhar
  - Nochiy
- Grupo Oeste  Hakkâri (província) oeste):
  - Alto Tiari
  - Baixo Tiari
  - Tkhuma
  - Baixo Barwari
  - Tal
  - Lewin

### Caldeu
- Mossul[1]
- Ankawa
- Alqosh
- Aqrah
- Mangesh
- Tel Kaif
- Bakhdida
- Tel Skuf
- Baqofah
- Batnaya
- Bartella
- Sirnak-Cizre (Bohtan)
- Araden
- Duhok

Os grupos central e oeste são geralmente classificados juntos como dialetos Ashiret. Esses, em especial o oeste, têm muito mais em comum com a língua neoaramaica caldeia do que com o urmiano geral. Os dialetos Ashiret geralmente se caracterizam pela presença das fricativas θ (th) e ð (dh), onde outros dialetos as têm como oclusivas  (t e d) ou, no caso do grupo Norte, muita vendo não as pronunciando.

## Exemplos de palavras
| Português        | Assírio                                               |
| ---------------- | ----------------------------------------------------- |
| Olá (Como vai?)  | Shlama (dakhit?)                                      |
| Estou bem        | Spy een                                               |
| Como é seu nome? | Muyleh Shimakh (mulher)/Muyleh Shimookh (homem)       |
| Meu nome é ___   | Shimee eeleh ____                                     |
| Amor             | Khuba                                                 |
| Bom dia          | Qedamtakh brikhta (mulher)/Qedamtookh brikhta (homem) |
| Deus te abeçoe   | Alah natirakh (mulher)/Alah natirookh (homem)         |
| Eu quero água    | Bayyan miya (mulher)/Bayyin miya (homem)              |
| Beijo            | N'shaqta                                              |
| Muito obrigado   | Basimta (mulher)/Basima (homem)                       |
| Crianças         | Yala soora                                            |
| Estudantes       | Eskoolayeh                                            |
| Sentar           | Too                                                   |
| Parar em pé      | Klee/Basa                                             |
| Fome             | Kipna                                                 |
| Pai              | Baba                                                  |
| Mãe              | Yima                                                  |
| Deus             | Alaha                                                 |
| Tio              | Khaloowa (materno) / Mammoonah (paterno)              |
| Socorro          | Hayarta                                               |
| Homem            | Nasha/Oorza                                           |
| Mulher           | Bakhta                                                |
| Rapaz            | Yaalah                                                |
| Moça             | Brata                                                 |
| Livro            | Ktawa                                                 |
| Juventude        | Suroota                                               |
| Caneta           | Qalama                                                |
| Calças           | Tumbaahna                                             |
| Mesa             | Mees/Mes                                              |
| Placa            | Mana                                                  |
| Trazer           | Mayi                                                  |
| Ir               | Khoosh                                                |
| Nascer           | Brita                                                 |
| Vir              | Ta                                                    |
| Correr           | R'khut                                                |
| Caminhar         | Jooj                                                  |
| Pular            | Shwoor                                                |
| Chuva            | Mitra                                                 |
| Sol              | Shimsha                                               |
| Lua              | Saahra                                                |
| Peixe            | Noonta                                                |
| Estrela          | Kikhwa                                                |
| Avô              | Sawoona                                               |
| Avó              | Nanoonta                                              |
| Mão              | Ida                                                   |
| Boca             | Pumma                                                 |
| Carro            | Atmabil                                               |
| Vaca/ Touro      | Tawirrta / tora                                       |
| Canção           | Zmerta                                                |
| Casamento        | Gwerta                                                |
| Amanhã           | Qudmeh                                                |
| Hoje             | Idyoom                                                |
| Morte            | Mowta                                                 |
| Dinheiro         | Zoozeh                                                |
| Arma             | Dubanja / qoorma                                      |
| Coração          | Liba                                                  |
| Respiração       | Na-pas                                                |
| Cabeça           | Reesha                                                |
| Dente            | Kika                                                  |
| Sonho            | Khulma                                                |
| Vila             | Maata                                                 |
| Cavar            | Kh'parta                                              |
| Voando           | Prakha                                                |
| Espelho          | Nora                                                  |
| Rio              | Nahra                                                 |
| Encosta          | Shaqita                                               |
| Oceano           | Yama                                                  |